# Pierre-François Kéraudren
Pierre-François Keraudren (né le 15 mai 1769 à Brest, mort le 16 août 1858  à Passy) est un inspecteur général du service de santé de la Marine française.

## Carrière
Né à Brest (Recouvrance), d'un père chirurgien de marine, il termine ses études littéraires à Quimper. En 1782, il entre à l'École de médecine navale de Brest. En 1801, il est nommé médecin-chef et sert dans l'escadre de l'amiral Bruix. En 1803, il est rattaché au ministère de la Marine et soutient sa thèse de doctorat en 1804. En 1813 Napoléon le nomme inspecteur général du service de santé de la Marine, et il en exerça les fonctions jusqu'en 1845. À ce titre, il mène une action efficace. En 1821, il fait partie de la commission d'enquête nommée par le gouvernement pour enquêter sur l'épidémie de fièvre jaune qui avait durement frappé Barcelone. Membre de l'Académie de médecine, il meurt à Passy à l'âge de 89 ans.
Il était médecin consultant de Louis-Philippe, membre de l'Académie royale de médecine de Madrid, membre de la Société des naturalistes de Moscou, de la Société d'émulation de Bologne, de la Société de médecine de Louvain, de la Société d'émulation de Paris, et des Sociétés médicales, littéraires et scientifiques d'Orléans, Marseille, Toulon et Rochefort.
Le 10 juillet 1816, il est fait chevalier de l'ordre de Saint-Michel, et le 10 mai 1835, commandeur de la Légion d'honneur.

## Postérité

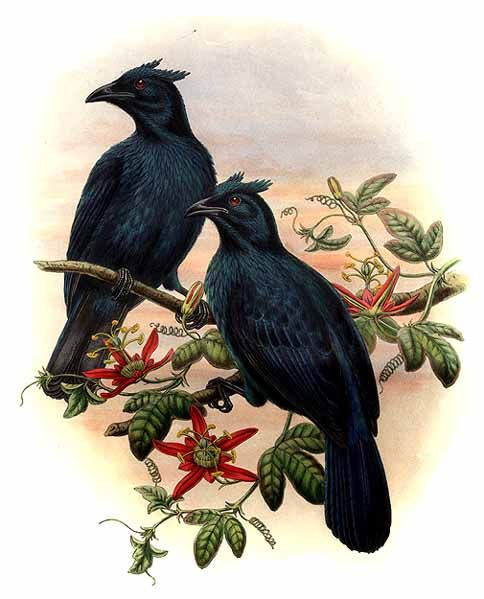
Paradisier de Keraudren

L'expédition Baudin de 1801, pour laquelle il avait, en tant que médecin de marine, rédigé des instructions sanitaires, souhaita lui rendre hommage.
Ainsi on trouve en Australie-Occidentale un cap Keraudren cartographié en 1801 par le Géographe, corvette de 350 tonneaux et de 30 canons armée dans le port du Havre. Il existe aussi une île Keraudren (Keraudren Island (en)) située à l'ouest de l'Australie (14° 56' 33" S et 124° 41' 2" E).
Un paradisier endémique de Nouvelle-Guinée porte le nom Keraudren (Phonygammus keraudrenii anciennement manucodia keraudrenii, Lesson et Garnot 1826). Il semble aussi qu'il soit la personne honorée dans les noms de gastéropode Oxygyrus keraudrenii (Lesueur, 1817) et Pterotrachea keraudrenii (Eydoux et Souleyet, 1832).
L'écureuil de Kéraudren (Sciurius Keraudrenii, Lesson) vit en Birmanie et est connu des habitants sous le nom de Sin-nii, terme générique des écureuils.

## Publications
Collaborateur fondateur des Annales d'Hygiène publique et de médecine légale, il a publié beaucoup d'articles dans le Grand dictionnaire des sciences médicales, Panckouke, et dans les Annales maritimes sous la direction de Bajot.
- Réflexions sommaires sur le scorbut, 1804
- Considérations et observations sur la syphilis dégénérée, 1811
- De la fièvre jaune observée aux Antilles [et] sur les vaisseaux du roi, Paris, 1823
- Mémoire sur les causes des maladies des marins, et sur les soins à prendre pour converser leur santé dans les ports et à la mer, seconde édition Paris, 1824 (1re  éd. : 1817)
- Du choléra-morbus de l'Inde ou mordéchi, Paris, Imprimerie royale, 1824 (2e  éd. : Paris, Baillière, 1831)
  - (en) On the cholera morbus of India, Londres, The Lancet office, 1831